# Biblioteca (Pseudo-Apolodoro)

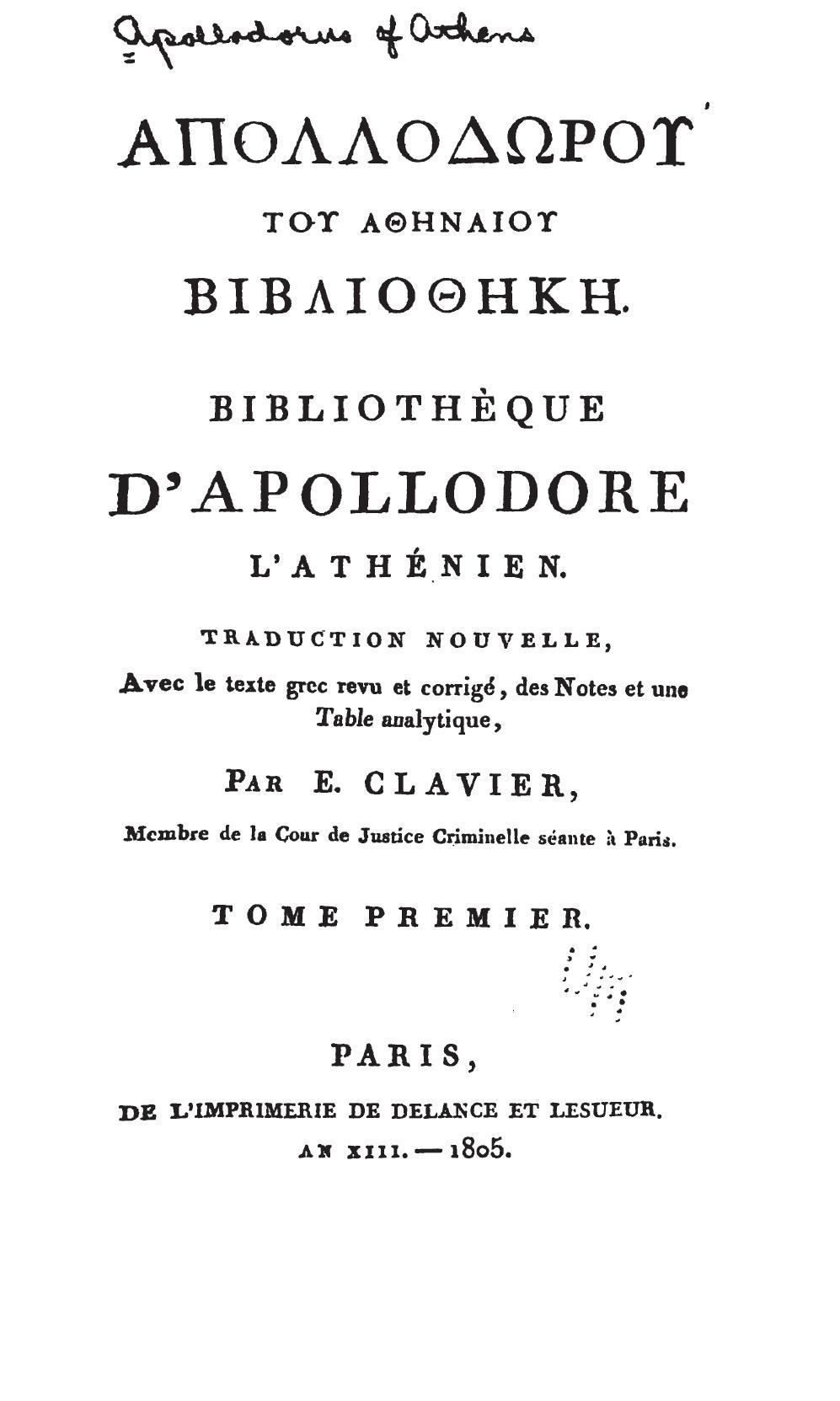

A Biblioteca (em grego: Βιβλιοθήκη; romaniz.: 'Bibliothēkē) é um grande sumário da mitologia grega tradicional e de suas lendas heroicas, abrangendo desde as origens do universo até à Guerra de Troia. 
A obra faz uma apresentação detalhada dos mitos gregos, contando a história de cada uma das grandes dinastias dos heróis mitológicos, de Jasão e Perseu a Héracles e Helena de Troia. Estima-se que tenha sido compilada entre os séculos I e II d.C. e representa uma das poucas obras em seu gênero a sobreviver da Antiguidade clássica.
Um certo "Apolodoro" é indicado como autor da Biblioteca, em alguns manuscritos remanescentes. Esse Apolodoro foi erroneamente identificado com Apolodoro de Atenas, que tinha um repertório similar em mitologia, com muitas referências a Homero. Apolodoro de Atenas, discípulo de Aristarco da Samotrácia, nasceu em 180 a.C.. Porém, o texto que chegou até a atualidade cita um autor romano, Castor de Rodes,  contemporâneo de Cícero (século I a.C.). Já que, por razões cronológicas, esse Apolodoro não poderia ter escrito o livro, o Scriptor Bibliothecae ("Escritor da Biblioteca") é, por convenção, chamado Pseudo-Apolodoro. 
A Biblioteca, que não possuía divisões nos manuscritos, foi convencionalmente dividida em quatro livros, somente três dos quais chegaram até os tempos atuais. O terceiro livro acaba bruscamente na história de Teseu, e o quarto livro perdeu-se inteiramente. James George Frazer escreveu um epítome, compilando o sumário de dois manuscritos conhecidos do texto, que incluem as partes perdidas, oferecendo-nos assim uma boa ideia de seu conteúdo.
A Biblioteca tem sido usada como uma importante fonte pelos classicistas, desde o tempo de sua compilação até o presente, influenciando escritores da Antiguidade até os contemporâneos, como Robert Graves.

### Versões daBiblioteca
- (em português) CABRAL, Luiz Alberto Machado. A Biblioteca do Pseudo Apolodoro e o estatuto da mitografia (tese de doutorado). Campinas: Unicamp, 2013 (tradução comentada da Biblioteca)
- (em inglês) Online Text: Apollodorus The Library translated by J. G. Frazer. Texto traduzido para inglês com notas
- (em inglês) Apollodorus [sic] the Mythographer
- (em inglês) Online Text: Apollodorus The Library, traduzido por James George Frazer (1921), no site www.theoi.com
- (em inglês) Apollodorus of Athens and the Bibliotheca